# IRAS 13208-6020
IRAS 13208-6020 ist ein präplanetarischer Nebel, der in den Daten der IRAS-Himmelsdurchmusterung gefunden wurde.